# Фучжулей
Фучжулей (кит.: 復株絫; д/н — 20 до н. е.) — шаньюй держави хунну в 30—20 роках до н. е. Протягом панування зберігався мир з імперією Хань.

## Життєпис
Син шаньюя Хухан'є та янчжі Да. При народженні звався Дяотаомогао. Посів трон 31/30 року до н. е., змінивши ім'я на Фучжулей. Негайно підтвердив зверхність імперії Хань, куди відправив на службу сина Хайтунхоу.
Одружився з удовою батька Ван Чжаоцзюнь. Призначив рідних братів Цзюймісюя й Цзюймоцзюя східним тукі-ваном і східним гулі-ваном відповідно, а зведених братів Наньчжіяси і Ічжияси — західним тукі-ваном й західним гулі-ваном відповідно.
28 року до н. е. відправив посольство до ханського імператора на чолі із Ісемояном. В Китаї хунну отримали багаті подарунки, зокрема 20 тис. рулонів шовку й 10 т бавовни. 25 року до н. е. шаньюй особисто прибув до імператора Лю Ао, від якого отримав чималі кошти.
Помер Фучжулей 20 року до н. е. Йому спадкував брат Цзюймісюй, що змінив ім'я на Соусє.